# Gergovie
Gergovie – wieś we Francji, w departamencie Puy-de-Dôme, w gminie La Roche-Blanche, na południe od Clermont-Ferrand, u podnóża płaskowyżu Gergovie.
Oficjalne, lecz dyskusyjne, miejsce bitwy pod Gergowią, gdzie w 52 roku p.n.e. wojska Arwernów oraz innych plemion galijskich, dowodzone przez Wercyngetoryksa, stanęły do walki z rzymskimi legionami Juliusza Cezara. 
Wieś znana była jako Merdogne aż do 1865 roku, kiedy to cesarz Napoleon III zaakceptował petycję, aby zmienić nazwę na Gergovie. Przyczyną petycji, jak i zmiany, były skojarzenia nazwy „merdogne” z popularnym wulgaryzmem.